# マルエイ
株式会社マルエイは、千葉県市原市を中心に展開している食品スーパーマーケット「新鮮市場マルエイ」をかつて運営していた企業。
2013年10月、ゼンショーホールディングスに買収され、同社傘下の中間持株会社「日本リテールホールディングス」の完全子会社となったが、2021年3月31日に株式会社尾張屋、株式会社フレッシュコーポレーション、株式会社アタックの3社と共に、株式会社マルヤから商号変更された株式会社ジョイマートへ吸収合併され解散した。「新鮮市場マルエイ」はジョイマートの1ブランドとなり、旧マルエイ本社も「新鮮市場マルエイ」の運営事務所であるジョイマート マルエイカンパニーして存続する。

## 沿革
- 1969年（昭和44年） - 東京都葛飾区亀有にて青果店として創業。
- 1975年（昭和50年） - 有限会社丸英青果京葉設立。
- 1978年（昭和53年） - 本社を市原市へ移転。
- 1994年（平成6年） - 有限会社へ改組。
- 2003年（平成15年） - 株式会社へ改組。
- 2011年（平成23年） - 市原市五井南海岸の市営海釣り施設の命名権を取得し、「新鮮市場マルエイ海釣り公園」という愛称が付けられる。
- 2013年（平成25年） - ゼンショーホールディングスの傘下入り。
- 2021年（令和3年） - 株式会社マルヤから商号変更された株式会社ジョイマートへ吸収合併され株式会社マルエイは解散。「新鮮市場マルエイ」はジョイマートの1ブランドとなる。

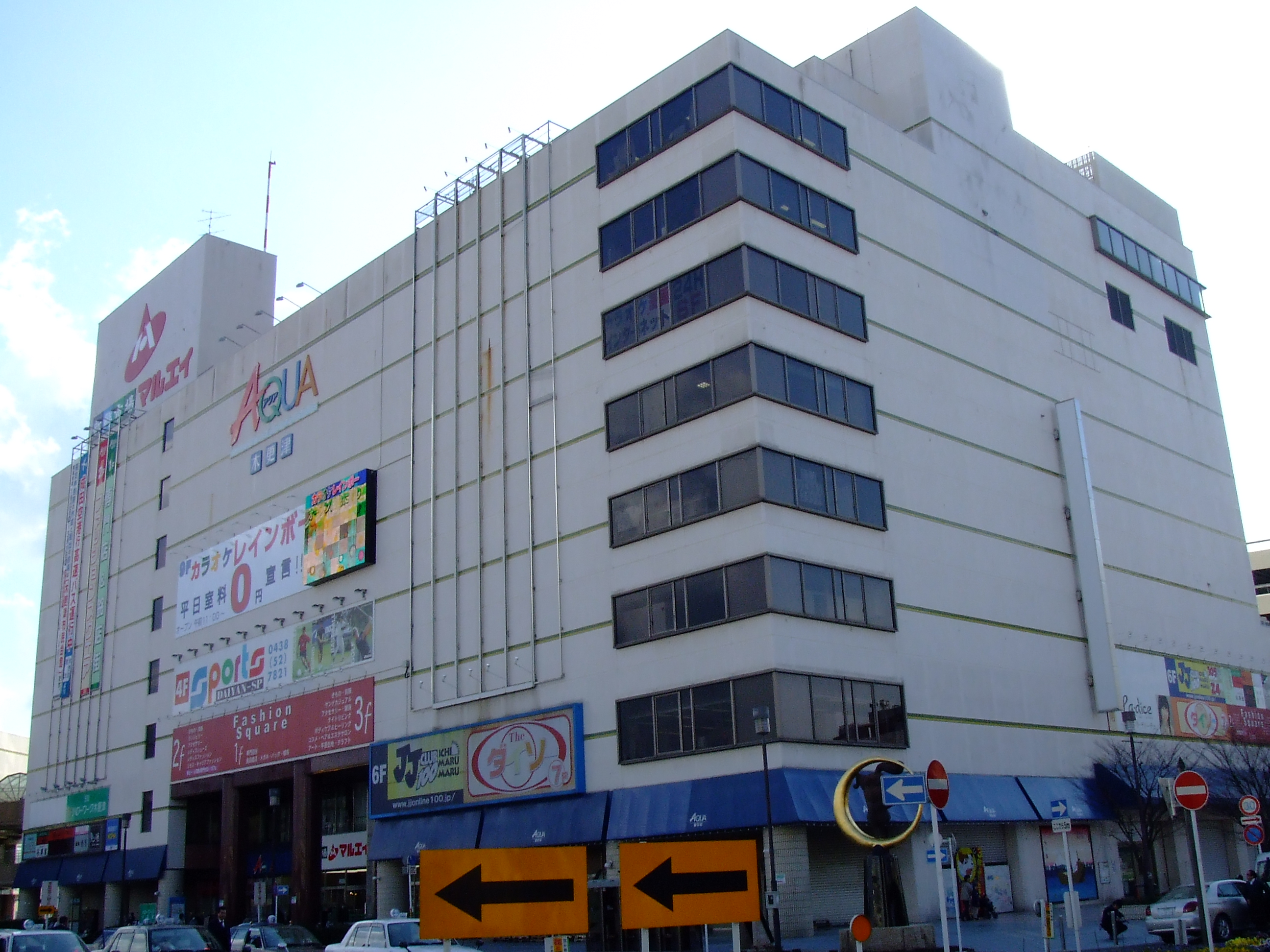
かつてのマルエイ木更津店（木更津駅西口そごう跡地）現在は閉店

## 特徴、支払方法
- 新鮮市場マルエイと名乗っているが生鮮食料品の野菜、魚、肉類は近隣の業者からの仕入れである。弁当などの総菜は閉店１- 2時間前には価格を下げて販売している。支払い方法は現金以外はクレジットカードの支払に対応しているが、現金支払いとはレジが別になっている店舗が多く、バーコード決済、電子マネーなどは使用できない。

## 店舗
マルエイ店舗案内参照

## 閉店した店舗
- 木更津店（2004年4月28日開店 - 2009年4月22日閉店）木更津市富士見1-2-1

アクア木更津（現：スパークルシティ木更津）内・元木更津そごう
- 光風台店（1998年10月開店 - 2010年閉店）市原市中高根711-1
- あすみが丘店（開店閉店時期不明）千葉市緑区あすみが丘5-46-1

ケーヨーデイツーあすみが丘店跡地に出店。
跡地は 片岡忠衛門商店を経て、ディスカウントストアトライアルあすみが丘店。
- ぷちまる五井店（2011年6月15日開店 - 2013年3月閉店）市原市五井5629-1

産直市場「めぐみの郷」と新鮮市場マルエイの業務提携1号店
跡地は業務スーパー五井店。
- 稲毛海岸店（2013年6月26日開店 - 2014年8月18日閉店）千葉市美浜区稲毛海岸4-13-1

跡地はアコレ 稲毛海岸4丁目店。
- 川間店（2014年6月20日 - 2015年3月31日閉店）野田市尾崎866

マルヤ川間店跡地に出店。
閉店後に建物は解体され、新たにベルク野田尾崎店が開店した。
- 牧の原店（2010年2月16日開店 - 2015年6月20日閉店）印西市原1-2

BIGHOPガーデンモール印西内。跡地はロピア印西BIGHOP店
- 八千代店（2003年5月開店 - 2015年9月21日閉店）八千代市大和田新田72－2

跡地はタイヨー八千代店。
- 佐倉店（2013年3月5日開店 - 2020年10月31日閉店）佐倉市小竹669-1

マルヤ佐倉小竹店→インパクト佐倉小竹店跡地に出店。
跡地はウエルシア佐倉小竹店。
- 白井店（2001年6月開店 - 2022年9月25日閉店）白井市根1918-8
- 新習志野店（2006年4月開店 - 2024年5月31日閉店）習志野市茜浜1-1-1